# ウード4世 (ブルゴーニュ公)

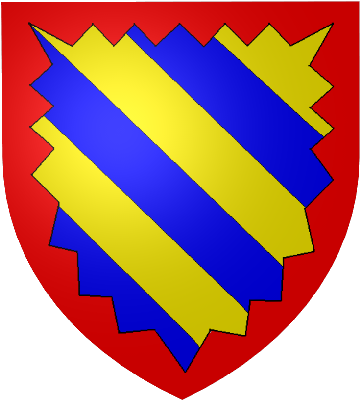
ウード4世の紋章。ウード4世は兄ユーグ5世の生前に伯父ウードの紋章を引き継いだ。

ウード4世（フランス語：Eudes IV, 1295年 - 1350年4月3日）は、ブルゴーニュ公（在位：1315年 - 1350年）。ロベール2世とその妃であったフランス王ルイ9世の王女アニェスの次男。

## 生涯
1315年に嗣子がなかった兄ユーグ5世の死去を受けて公位に即いた。1318年にフランス王フィリップ5世の王女、ブルゴーニュ女伯ジャンヌ3世と結婚した。2人の間には6人の息子が生まれたが、次男フィリップを除いて夭逝した。
ウード4世は教会や芸術の庇護者で、多くの若い芸術家を支援した。さらにフランス王女と結婚するなど近隣との友好関係の維持にも尽力した。
唯一成人した息子のフィリップもウード4世より先に死去したため、孫のフィリップが公位継承者となった。1350年にウード4世が死去したとき、フィリップはまだ4歳であった。